# Горовец, Александр Константинович
Алекса́ндр Константи́нович Горове́ц (12 марта 1915 — 6 июля 1943, Зоринские Дворы, Белгородская область) — заместитель командира 1-й эскадрильи 88-го гвардейского истребительного авиационного полка (8-я гвардейская истребительная авиационная дивизия, 5-й истребительный авиационный корпус, 2-я воздушная армия, Воронежский фронт) гвардии старший лейтенант. Единственный советский лётчик, согласно официальной версии сбивший в одном бою 9 самолётов противника. Герой Советского Союза (1943).

## Биография
Родился 12 марта 1915 года в деревне Мошканы ныне Сенненского района Витебской области в крестьянской семье. Белорус.
Окончил 7 классов средней школы. Учился в Лесном техникуме в городе Полоцке (1930—1931). Служил в Красной Армии с 1932 года. В 1935 году окончил Ульяновскую лётную школу. Работал инструктором аэроклуба в городе Шахты Ростовской области. Член КПСС с 1939 года.
В Великую Отечественную войну в качестве заместителя командира эскадрильи служил на Северо-Кавказском и Воронежском фронтах. Совершил 74 боевых вылета, уничтожил 11 немецких боевых самолётов лично и 6 в группе, а также 40 автомашин, 24 повозки.

### Подвиг
6 июля 1943 года, на второй день Курской битвы, Александр Горовец находился в составе группы Ла-5, вылетевшей на патрулирование в районе Владимировка — Кочетовка — Зоринские Дворы — Ольховатка во главе с командиром 88-го гвардейского истребительного авиаполка. Советские истребители столкнулись с большой группой (по разным данным, 20 или до 50) немецких пикирующих бомбардировщиков Ju-87. В произошедшем воздушном бою (и, возможно, в других столкновениях с самолётами противника в ходе этого вылета) советские лётчики одержали девять воздушных побед, в том числе пять над Ju-87, три над Bf-109 и одну над Hs-126. Свои потери составили один самолёт, не вернувшийся на базу — это был самолёт лейтенанта Горовца.
Согласно официальной версии, Горовец оторвался от группы и вёл бой в одиночестве (предположительно из-за отказа радиостанции на его самолёте). В ходе этого боя он сбил девять Ju-87, в том числе один тараном, и сам был сбит четвёркой немецких истребителей при возвращении на базу. Как отмечают авторы книги «Авиация в битве над Орловско-Курской дугой» (Москва, 2004), эта версия основана на свидетельстве не названных наземных подразделений, наблюдавших бой одинокого советского самолёта с группой немецких и затем обнаруживших обломки девяти немецких самолётов (не уточняется, девяти Ju-87 или девяти самолётов разных типов; также неясно, были они сбиты в одном бою или в разных) на ограниченном участке земли, из-за чего и возникла версия, что все они сбиты Горовцом. Отмечается, что за 6 июля лётчики одной только 8-й гвардейской истребительной авиадивизии, в которой служил Горовец, заявили об уничтожении 16—18 Ju-87 (без учёта 9 побед, впоследствии записанных Горовцу), в то время как по немецким данным действовавший в этом районе 4-й воздушный флот за день потерял 10 Ju-87 сбитыми и повреждёнными. Показания пленных немецких лётчиков также не подтверждают официальную версию подвига. С учётом этих обстоятельств авторы книги высказывают сомнение в том, сколько самолётов Горовец сбил на самом деле.
Александр Горовец является единственным советским лётчиком, одержавшим столько воздушных побед в одном бою. В других странах аналогичного результата добились несколько лётчиков, в частности, Эрих Рудорффер (Люфтваффе, 13 воздушных побед в одном вылете) и Дэвид Маккэмпбелл (ВМС США, 9 воздушных побед в одном бою). Однако данные о неоднократных эпизодах многочисленных побед в одном бою Рудоррфера также не подтверждаются сведениями о потерях противника — как авиации союзников, так и ВВС РККА.
Похоронен на хуторе Зоринские Дворы (Ивнянский район, Белгородская область).

## Награды и звания
- Указом Президиума Верховного Совета СССР от 28 сентября 1943 года Александр Горовец посмертно удостоен звания Героя Советского Союза.
- Награждён орденами Ленина, Красного Знамени, медалями.

## Память

Бюст на месте гибели

- На месте его гибели на 597-м километре шоссе Москва-Симферополь установлен бронзовый бюст[6].
- В Витебске улица, где ранее проживали его родители, в 1957 году переименована в улицу Горовца. В 1995 году в сквере на этой улице установлен памятник.

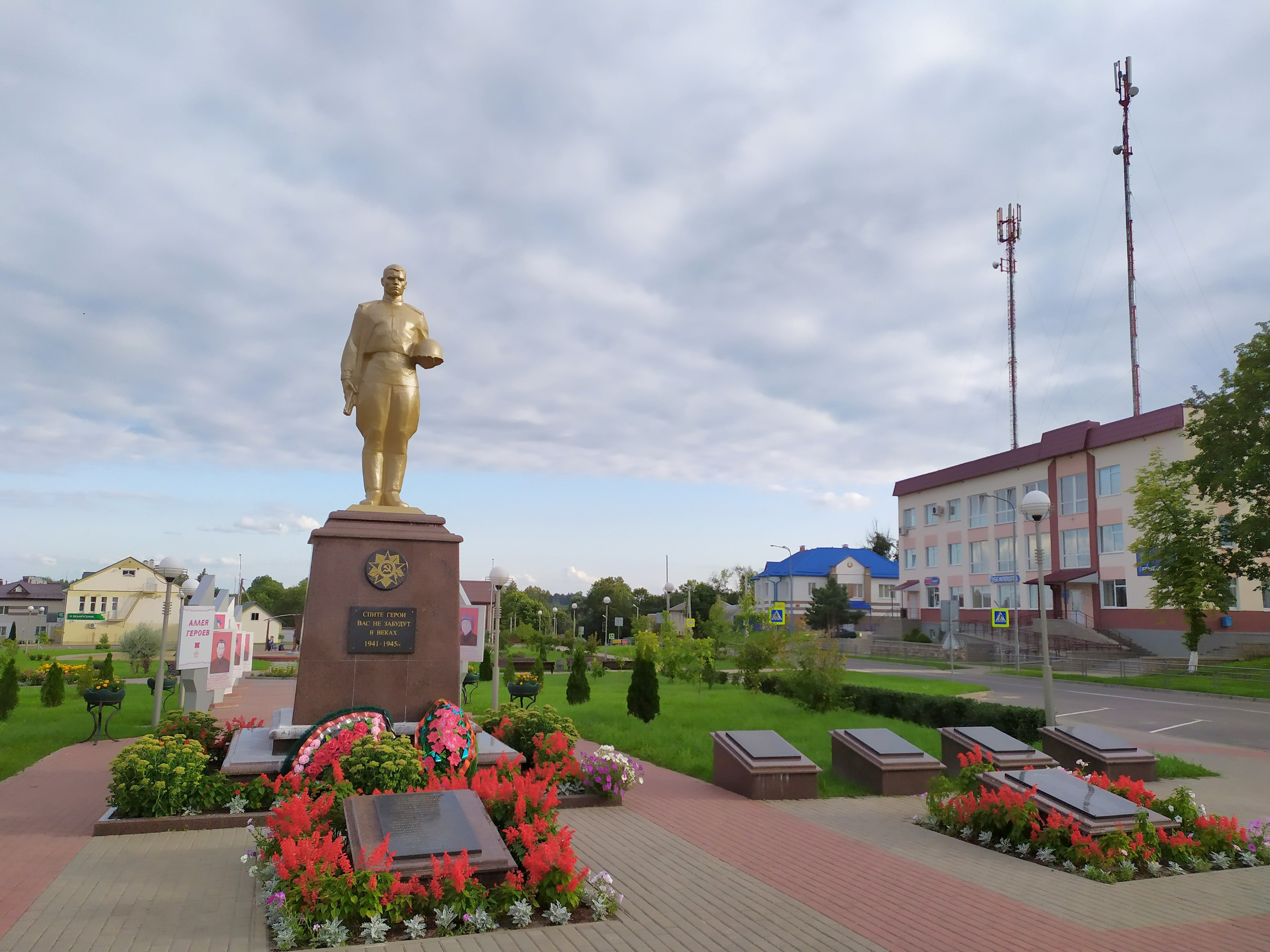
Аллея Героев в Сенно

- Аллея Героев в СенноТакже на родине Горовца в агрогородке Мошканы возле школы, где он учился, в 1981 году поставлен памятник.
- Бюст Горовца установлен у здания Лесного колледжа в городе Полоцк.
- В честь Горовца названы также улицы в Минске,Сенно, Богушевске, Ивне и Белгороде, сельскохозяйственное предприятие в Сенненском районе, Витебский аэроклуб, средняя школа № 10 в городе Витебск[7], средняя школа № 189 в городе Минск[8].
- В честь Горовца названа школа на его родине — ГУО «Мошканская средняя школа имени А. К. Горовца Сенненского района»[9].
- В Мошканской средней школе имени А. К. Горовца Сенненского района открыта памятная доска выпускнику школы, лётчику-истребителю, Герою Советского Союза — А. К. Горовцу[10].
- В честь Горовца названа школа № 8 города Шахты Ростовской области.
- Мемориальная доска в память о Горовце установлена Российским военно-историческим обществом на здании школы № 8 города Шахты, где он учился.
- Имя Александра Константиновича выбито на стеле на Монументе боевой и трудовой славы на площади Славы в Шахтах.
- Экспозиция в Белорусском государственном музее истории Великой Отечественной войны[11].
- Биография и история подвига Горовца легла в основу одного из вопросов для областного молодёжного телевизионного проекта «Эрудит Дона»[12].
- Имя А. К. Горовца на Аллее Героев в Сенно (Витебская область, Беларусь).

### Литературно-художественные произведения
- Горовец // С. П. Алексеев. Сто рассказов о войне. 2-е изд., доп. М., «Молодая гвардия», 1984. стр.125-126 (рассказ)